# Services de soins pour personnes âgées

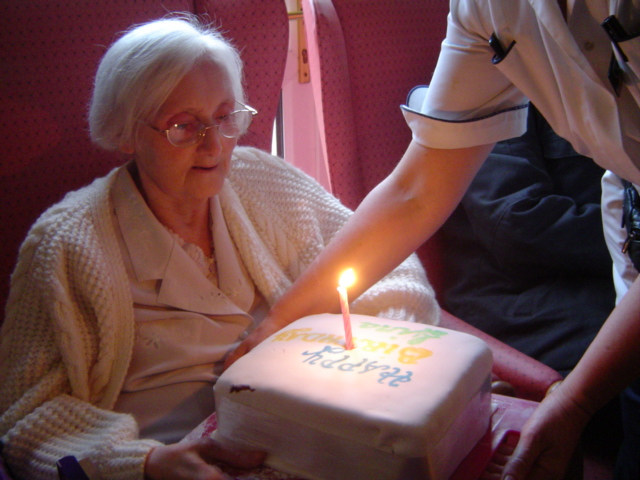
Le service de soins en gériatrie.

Les services de soins pour les personnes âgées, aussi appelés encadrement médical des personnes âgées en tant que domaine professionnel, concernent la prise en charge et les soins donnés aux personnes âgées domiciliées dans des institutions et des établissements de santé qui proposent ce genre de services, comme l'assistance médicale à domicile, les services de soins ambulatoires, les maisons de repos et de soins pour les personnes âgées, la gérontopsychiatrie ou encore les unités de soins palliatifs et les hospices sans oublier les personnes âgées à domicile. Ces soins sont donnés en règle générale par des professionnels de la santé, tels que les aides-soignants ou les infirmiers.
Donner aux personnes âgées une qualité de vie stable est l'objectif principal de ces soins qu'on appelle aussi soins de longue durée pour les personnes âgées. En raison d'une baisse des capacités mentales, physiques et sociales causées par la vieillesse, ces services leur permettent de réaliser autant que possible ces soins elles-mêmes, ou du moins de les y aider. Pour des soins nécessaires qu'elles ne peuvent plus obtenir de manière autonome, il est possible de faire appel aux aides-soignants et à d'autres services de soins urgents après en avoir discuté avec la personne concernée et en avoir eu son accord.
En plus d'être un service professionnel et soin infirmier, ce service de soins auprès des personnes âgées remplit également différentes fonctions dans un contexte privé et familial. La coordination de ces soins professionnels et informels (privés ou bénévoles) prodigués aux personnes âgées dans le besoin est une tâche exigeante puisqu'il s'agit souvent d'une atteinte à la liberté de choix du patient.

## Évolution des services de soins
En raison de l'évolution démographique et du progrès de la médecine, le nombre de personnes âgées ne cesse d'augmenter dans les pays industrialisés, entraînant ainsi un besoin de plus en plus nécessaire d'encadrement professionnel et médical. Le progrès de la médecine, le recours à des outils de travail hautement techniques et l'application de conditions de soins plus modernes exigent une qualification beaucoup plus poussée. Il en résulte une forte demande en personnel qualifié, ainsi qu'un besoin de financement croissant.
La disposition du personnel infirmier a été en partie réalisée dans le cadre de la réforme du fédéralisme en Allemagne par le biais de différentes normes selon les Länder. C'est pourquoi près de 50 % du personnel doit justifier d'une formation dans ce domaine. Toutefois, cela signifie aussi qu'il existe un grand nombre d'employés spécialisés ou capables d'intervenir éventuellement dans ce domaine professionnel pour que les patients puissent maintenir leur mode de vie habituel. Malgré différentes garanties mises elles aussi en place pour la surveillance des établissements pour personnes âgées, il existe toujours plus de graves dysfonctionnements dans l'application des soins. Ces dérèglements peuvent aller de la négligence ou d'actes violents de la part de certains membres du personnel infirmier aux manquements répétés de l'établissement de soins et sans cesse critiqués.
Un des gros problèmes des soins prodigués aux personnes âgées concerne aussi le manque en personnel infirmier, notamment connu en Allemagne sous le nom de "Pflegenotstand" (pénurie de personnel soignant en français). Le financement de ces soins est également problématique. L'expérience dans ce domaine de compétences n'est pas une question clairement étudiée, mais elle est très peu prise en compte. L'écart entre ces revendications et la réalité du métier est souvent dû aux charges physiques et psychologiques ainsi qu'à la frustration.
Selon le rapport sur la situation des personnes âgées du Bundestag allemand datant de 2010, «depuis la mise en place des formations en soins infirmiers dans les années 1990, le domaine se professionnalise de plus en plus ; nous faisons en sorte de développer et d'établir un modèle de soins ainsi qu'un profil professionnel des personnes travaillant dans ce domaine. Le développement de solides connaissances grâce à la recherche clinique infirmière et aux normes d'experts est un signe d'émancipation, mais aussi d'une meilleure qualité des services de soins.»

## Particularités nationales

### Allemagne
- Bundesministerium für Gesundheit – Autres sujet sur les soins infirmiers en Allemagne

### France
- Le projet de soin par la Clinique gérontopsychiatrique de Rochebrune : "La gérontopsychiatrie implique des interventions coordonnées entre psychiatres et gériatres."

### Suisse
Les soins aux personnes âgées est une des priorités de la société suisse, mais la population est vieillissante et d’après les estimations, le nombre de personnes de plus de 80 ans augmentera de 70% d’ici 2035. Cette évolution mettra la Suisse dans l’obligation de consacrer 3,4% de son PIB à cette cause d'ici 2045. Cependant, d’après Avenir Suisse : « Si toutes les organisations suisses travaillaient au moins au niveau d’efficacité de la moyenne Suisse » le pays pourrait réaliser 1,9 milliard de francs d’économie.» 

## Source de la traduction
- (de) Cet article est partiellement ou en totalité issu de l’article de Wikipédia en allemand intitulé « Altenpflege » (voir la liste des auteurs).